# Convalmore
Convalmore war eine Whiskybrennerei in Dufftown, Banffshire, Schottland, Großbritannien.

## Geschichte
Die Brennerei wurde am 2. Juni 1893 durch eine Gruppe Glasgower Geschäftsleute gegründet und 1894 eröffnet. Die Destillerie wurde 1904 an W. P. Lowrie & Co Ltd. verkauft, welche schon 1906 von James Buchanan & Co Ltd. übernommen wurden. Am 29. Oktober 1909 wurden große Teile der Brennerei durch ein Feuer zerstört; nach dem Wiederaufbau wurde 1910 eine Coffey still eingebaut mit einer Kapazität von 2273 Litern pro Stunde, sie wurde aber schon 1915 wieder entfernt. Zehn Jahre später, 1925, wurde die Destillerie von der Distillers Company Ltd. (DCL) übernommen und 1930 an deren Tochter Scottish Malt Distillers (SMD) übergeben. 1964 wurden neben den ursprünglichen zwei Brennblasen zwei weitere installiert. Seit 1985 ist die Brennerei stillgelegt. United Destillers (UD), der Nachfolger der DCL, verkaufte die inzwischen leergeräumte Anlage 1990 an William Grant & Sons welche sie heute als Lagerhäuser für Glenfiddich benutzen.

## Produktion
Das Wasser der zur Region Speyside gehörenden Brennerei stammte aus Quellen in den Conval Hills. Sie verfügte über zwei wash- und zwei spirit stills. Bis auf eine 2003 von Diageo in der Rare Malts-Serie erschienene 24 Jahre alte Abfüllung von 1978 mit 59,4 %Vol., eine 2005 erschienene auf 3900 Flaschen begrenzte 28 Jahre alte Abfüllung von 1977 mit 57,9 %Vol., sowie ein auf 2680 Flaschen limitiertes, 36 Jahre altes 1977er Bottling aus dem Jahr 2013, keine Eigentümerabfüllungen von dieser Brennerei.
Zwischenzeitlich ist noch mindestens eine weitere Abfüllung aufgetaucht: Distilled 1984 - Bottled 2017 - 32 years old - Natural Cask Strength 48,2 % - Diageo Special Releases 2017.

Adresse
Dufftown, Banffshire AB55 4BD